# Classe Parker (cacciatorpediniere)
La classe Parker o classe Marksman migliorata fu una classe di sei conduttori di flottiglia costruiti per la Royal Navy tra il 1916 e il 1917 per servire nella prima guerra mondiale. 
Le unità ricevettero nomi di figure importanti della storia navale britannica, tutte tranne l'Anzac, che fu così chiamata per onorare l'Australian and New Zealand Army Corps, e che fu poi trasferita alla Royal Australian Navy. Furono l'ultima classe di unità primarie dotate di tre eliche, uno schema propulsivo che non fu mai largamente adottato sulle navi britanniche.

## Progetto
Le Parker furono basate sul progetto della precedente classe Marksman e ne avevano le stesse linee di scafo e dimensioni. Le operazioni svolte dalla classe Marksman e da altri conduttori di flottiglia segnalarono diverse aree dove era possibile migliorare il progetto: un maggiore bordo libero, una maggiore potenza di fuoco e il posizionamento della plancia in posizione più appoppata. Sulla classe Parker il ponte fu spostato più a poppa riducendo il numero di locali caldaie da tre a due. Invece dei quattro fumaioli delle Marksman, le Parker ne ebbero solo tre, con il primo più largo e alto per mantenere la plancia libera dai fumi. Questo permise l'aggiunta di un cannone sovrapposto sul cielo della sovrastruttura. Questo cruciale cambiamento di posizionamento iniziò una moda che si protrasse in progetti futuri, dato che permetteva di avere due cannoni a prua con un arco di tiro pulito, con il cannone più in alto utilizzabile anche con mare grosso rotto sul castello di prua. L'Anzac fu l'unica nave con un bordo libero maggiorato, dato che la decisione fu presa dopo l'inizio della costruzione delle altre unità.
Un altro miglioramento rispetto alle precedenti classi fu l'adozione del nuovo apparecchio di punteria generale per cacciatorpediniere e conduttori, una versione più spartana di quello pensato per le navi da battaglia. Invece di far mirare e sparare ogni cannone singolarmente, l'apparecchio di punteria sul ponte di comando indicava l'elevazione e la direzione per tutti i cannoni e un giroscopio integrato li faceva sparare simultaneamente al momento giusto del rollio. Questo sistema migliorò l'accuratezza e fu adottato come standard dai cacciatorpediniere classe V e W in poi.

## Unità
La prima nave fu inizialmente chiamata Frobisher ma fu poi ribattezzata Parker prima del varo.
| Nome          | Da                                                                                 | Ordine                                 | Costruttore                           | Impostazione     | Varo             | Completamento    | Destino finale |
| ------------- | ---------------------------------------------------------------------------------- | -------------------------------------- | ------------------------------------- | ---------------- | ---------------- | ---------------- | --- |
| HMS Parker    | Hyde Parker, ammiraglio britannico nelle guerre napoleoniche                       | War Emergency Programme, febbraio 1915 | Cammell Laird, Birkenhead             | 19 giugno 1915   | 19 aprile 1916   | 13 novembre 1916 | Venduta per la demolizione il 5 novembre 1921                                                                      |
| HMS Grenville | Richard Grenville, corsaro,navigatore e politico britannico dell'età elisabettiana | War Emergency Programme, febbraio 1915 | Cammell Laird, Birkenhead             | 19 giugno 1915   | 16 giugno 1916   | 11 ottobre 1916  | Venduta per la demolizione nel dicembre 1931                                                                       |
| HMS Hoste     | William Hoste, capitano di fregata britannico durante le guerre napoleoniche       | Luglio 1915                            | Cammell Laird, Birkenhead             | 1 luglio 1915    | 16 agosto 1916   | Novembre 1916    | Affondata il 21 dicembre 1916 a causa della collisione con il cacciatorpediniere Negro davanti alle isole Shetland |
| HMS Seymour   | George Seymour, ammiraglio britannico nelle guerre napoleoniche                    | Luglio 1915                            | Cammell Laird, Birkenhead             | 23 novembre 1915 | 31 agosto 1916   | 30 novembre 1916 | Convertita a posamine dopo il completamento. Venduta per la demolizione il 7 gennaio 1930                          |
| HMS Saumarez  | James Saumarez, ammiraglio britannico nelle guerre napoleoniche                    | Luglio 1915                            | Cammell Laird, Birkenhead             | 2 marzo 1916     | 14 novembre 1916 | 21 dicembre 1916 | Venduta per la demolizione l'8 gennaio 1931                                                                        |
| HMS Anzac     | ANZAC                                                                              | Dicembre 1915                          | William Denny and Brothers, Dumbarton | 31 gennaio 1916  | 11 gennaio 1917  | 24 aprile 1917   | Trasferita alla Royal Australian Navy nel marzo 1919, venduta per la demolizione l'8 agosto 1935                   |